# Jan Kůrka
Jan Kůrka, né le 29 mai 1943 à Pelhřimov, est un tireur sportif tchécoslovaque .
Aux Jeux olympiques de Mexico, en 1968, il participe aux trois épreuves de tir à la carabine. Il s'impose de peu dans l'épreuve de tir à 50 m, position couchée, devant le Hongrois László Hammerl et le Néo-Zélandais Ian Ballinger, établissant à l'occasion un nouveau record du monde avec 598 points. Il est moins heureux dans les deux autres épreuves, se classant douzième au tir à 300 m, trois positions et vingt-neuvième au tir à 50 m, trois positions.
Un an plus tard, il remporte deux médailles de bronze et une médaille d'argent au championnat d'Europe. Il est également douze fois champion de Tchécoslovaquie. 
Il mène une carrière d'entraîneur après son retrait des compétitions, puis s'engage en politique. En 2016, il est élu député de la circonscription de Pilsen .